# 駅馬車 (アルバム)
『駅馬車: ウェスターン・ヒット・メロディー集』は、原田実とワゴン・エースのデビュー・アルバム。1962年4月に東芝音楽工業からリリースされた。
ジミー時田とマウンテン・プレイボーイズを脱退した寺内タケシが参加。寺内はこの直後、寺内タケシとブルー・ジーンズを結成することになる。

## 収録曲
Side 1
1. 峠の幌馬車
2. サン・アントニオ・ローズ
3. 駅馬車
4. スチール・ギター・ラグ
5. アパッチ

Side 2
1. わらの中の七面鳥
2. 北風さん
3. 誇り高き男
4. テキサスの黄色いバラ
5. レッド・リヴァー・ヴァレー

## パーソネル
原田実とワゴン・エース
- 原田実（スチール・ギター）
- 寺内タケシ（エレキ・ギター）
- 岩倉忠雄（ベース）
- 鈴木秀男（ドラム）
- 宮城久弥（フィドル）
- サワタリ順（唄、ギター）